# Phare du Château Maniace
Le phare du Château Maniace (en italien :Faro di Castello Maniace) est un feu situé sur le Château Maniace qui se trouve sur le territoire de la commune de Syracuse sur la mer Ionienne, dans la province de Syracuse (Sicile), en Italie.

## Histoire
Le Château Maniace est une ancienne citadelle construite dans Syracuse au XIIIe siècle sous le règne de l'empereur Frédéric II du Saint-Empire. Il se trouve au nord de la ville, à l'entrée du port.
Le phare a été mis en service en 1858. Le phare est entièrement automatisé et alimenté à l'énergie solaire par panneau voltaïque. Il est géré par la Marina Militare. Il marque l'entrée du port de Syracuse.

## Description
Le phare  se compose d'une tour cylindrique de 7 m de haut, avec galerie et lanterne, montée sur les murs du château. La tour est légèrement verte et le dôme de la lanterne est gris métallisé. Il émet, à une hauteur focale de 27 m, un éclat vert et toutes les 3 secondes. Sa portée est de 9 milles nautiques (environ 17 km).
Identifiant : ARLHS : ITA-193 ; EF-2886 - Amirauté : E1866 - NGA : 10248 .

## Caractéristiques dufeu maritime
Fréquence : 3 secondes (G)
- Lumière : 1 seconde
- Obscurité : 2 secondes

|                              |
| Intérieur du Château Maniace |

|          |
| Le phare |

### Lien connexe
- Liste des phares de la Sicile